# Pipunculus oldenbergi
Pipunculus oldenbergi är en tvåvingeart som beskrevs av Collin 1956. Pipunculus oldenbergi ingår i släktet Pipunculus och familjen ögonflugor. Arten är reproducerande i Sverige. Inga underarter finns listade i Catalogue of Life.